# Ovulation

Diagramme représentant le cycle menstruel, avec l'ovulation au milieu.

L'ovulation est la libération d'un ovocyte par l'ovaire. Cet événement est important pour la reproduction, en effet, l'ovocyte et le spermatozoïde formeront, lors de la fécondation, la première cellule de l'embryon.
Lors de l'ovulation c'est un ovocyte et non un ovule qui est libéré. La différence est due au stade de différenciation de la cellule. L'ovocyte est expulsé à partir de l'un des follicules ovariens, ce qui représente l'étape finale du développement folliculaire avant l'ovulation.

## Date et régularité

### Chez les animaux
Chez les oiseaux et la plupart des espèces de mammifères (rat, souris, hamster, cheval, singe, humain), les femelles ont des cycles de reproduction et d'ovulation qui ont lieu périodiquement au cours d'une phase particulière. Cette ovulation spontanée a lieu pendant la période de l'œstrus avec une fréquence régulière, et sans copulation. Un trait plus ancestral est l'ovulation réflexe, appelée aussi ovulation induite par stimulation des récepteurs sensoriels du vagin et du col de l'utérus lors du coït (cas du lapin, vison, chat, furet, chameau).

### Chez la femme
La date d'ovulation varie beaucoup d’une femme à l’autre, et dire que les femmes ont des cycles de 28 jours et qu’elles ovulent le 14e jour est une approximation mais il ne s’agit pas d’une vérité absolue.
Le premier jour des règles annonce le début du cycle. Ce dernier dure entre 20 et 40 jours approximativement, il est variable d'une femme à une autre. L'ovulation quant à elle, intervient habituellement 14 jours avant la fin du cycle. Par exemple, pour un cycle de 24 jours, l'ovulation aura lieu le dixième jour. Cependant, certaines femmes auront leur menstruation seulement 11 jours après leur ovulation et parfois jusqu'à 18 jours après. Cette période entre l'ovulation et les menstruations qu'on appelle phase lutéale n'est pas aussi invariable qu'on tend à le penser.
Pour certaines femmes, l’ovulation a lieu à intervalle régulier, pour d’autres c’est un peu plus imprévisible. Pour savoir si une femme ovule régulièrement, les médecins recommandent en général la méthode de la courbe de température. Le cas le plus commun de dysovulation est causé par le syndrome des ovaires polykystiques.

## La fécondation
Une fois relâché, l’ovocyte est récupéré par le pavillon et descend vers l’utérus dans la trompe de Fallope. C’est à cet endroit qu’il peut rencontrer les spermatozoïdes qui sont présents dans le système reproductif de la femme. C’est donc là que peut avoir lieu la fécondation, tandis que la nidation, c'est-à-dire l'implantation de l'ovule fécondé dans l'utérus, a lieu environ 5 ou 7 jours après la fécondation.

## Détection
Pour détecter l'ovulation, plusieurs méthodes existent qui utilisent les signes et symptômes pour observer la fertilité. Les deux indices les plus utilisés pour détecter l'ovulation et donc la période fertile sont la température basale et l'observation de la glaire cervicale.:
- La méthode des températures où la température basale est mesurée et notée sur une courbe de température
- La méthode Billings, basée sur l'observation de la glaire cervicale, soutenue par l'OMS pour son coût nul et sa facilité d'apprentissage ;
- La méthode FertilityCare, elle aussi basée sur l'observation de la glaire cervicale ;
- Les tests d'ovulation, qui peuvent s'acheter en pharmacie, dont le principe est la détection de l’hormone lutéïnisante (LH), détectable un à deux jours avant l’ovulation ;
- Les méthodes sympto-hormonales qui combinent l'observation de la glaire cervicale et le recours à des dosages hormonaux par "tests d'ovulation" ;
- Les méthodes symptothermiques, qui combinent la mesure de la température basale et l'observation de la glaire cervicale.

Ces méthodes permettent l'observation de la fertilité, à la différence des "méthodes statistiques de régulation des naissances", comme la méthode du calendrier, dite Ogino-Knaus, qui calculent la probabilité de l'ovulation sur la moyenne des cycles précédents. Cette méthode est considérée maintenant comme dépassée et obsolète.

## Contraception
La pilule contraceptive contient des œstrogènes et de la progestérone, et empêche ainsi l’ovulation d’avoir lieu. Certaines pilules n’empêchent pas l’ovulation d’avoir lieu mais se concentrent sur la modification de la glaire cervicale, qui forme alors un bouchon et ne laisse plus les spermatozoïdes atteindre l’utérus.

## Description biologique

Le diagramme montre les changements hormonaux qui accompagnent l'ovulation.

Tous les trois mois, quelques ovocytes sortent du stade diplotène. Le développement du follicule se poursuit alors avec une croissance en taille. Un seul cependant sera développé, le follicule tertiaire (ou follicule de De Graaf). L'ovulation est ensuite déclenchée au 14e ou 15e jour du cycle ovarien par le pic des hormones gonadotrophes (FSH et LH) sécrétées par l'hypophyse. Ce pic entraîne la sécrétion par la granulosa de prostaglandines, qui vont entraîner une ischémie locale, provoquant la mort des cellules de l'épithélium folliculaire. Il va y avoir formation d'une tache avasculaire (blanche) à la surface de l'ovaire, associée à la pression qu'exerce le follicule sur la paroi de ce dernier : le stigma. Enfin, la production d'enzymes protéolytiques par les cellules folliculaires permet de fragiliser la paroi de l'ovaire.
La chute de la pression hydrostatique à l'intérieur de la cavité folliculaire provoque une contraction réflexe de la thèque externe du follicule, ce qui éjecte l'ovocyte dans la cavité péritonéale par rupture du follicule et de la surface de l'ovaire, où il va être capté par les franges du pavillon tubaire.
Le follicule est colonisé par des vaisseaux sanguins et devient alors cellule lutéinique ou corps jaune qui produit une nouvelle hormone : la progestérone, l'hormone essentielle de la grossesse, tandis que l'ovocyte (un gamète), s'il est fécondé, devient un œuf et termine la méiose. S'il n'est pas fécondé il reste bloqué en métaphase II et dégénère.